# Augenprüfer
Als Augenprüfer werden in der Astronomie zwei Sterne bezeichnet, die am Himmel nahe beieinander stehen und mit normalsichtigen Augen als getrennte Objekte gesehen werden können.

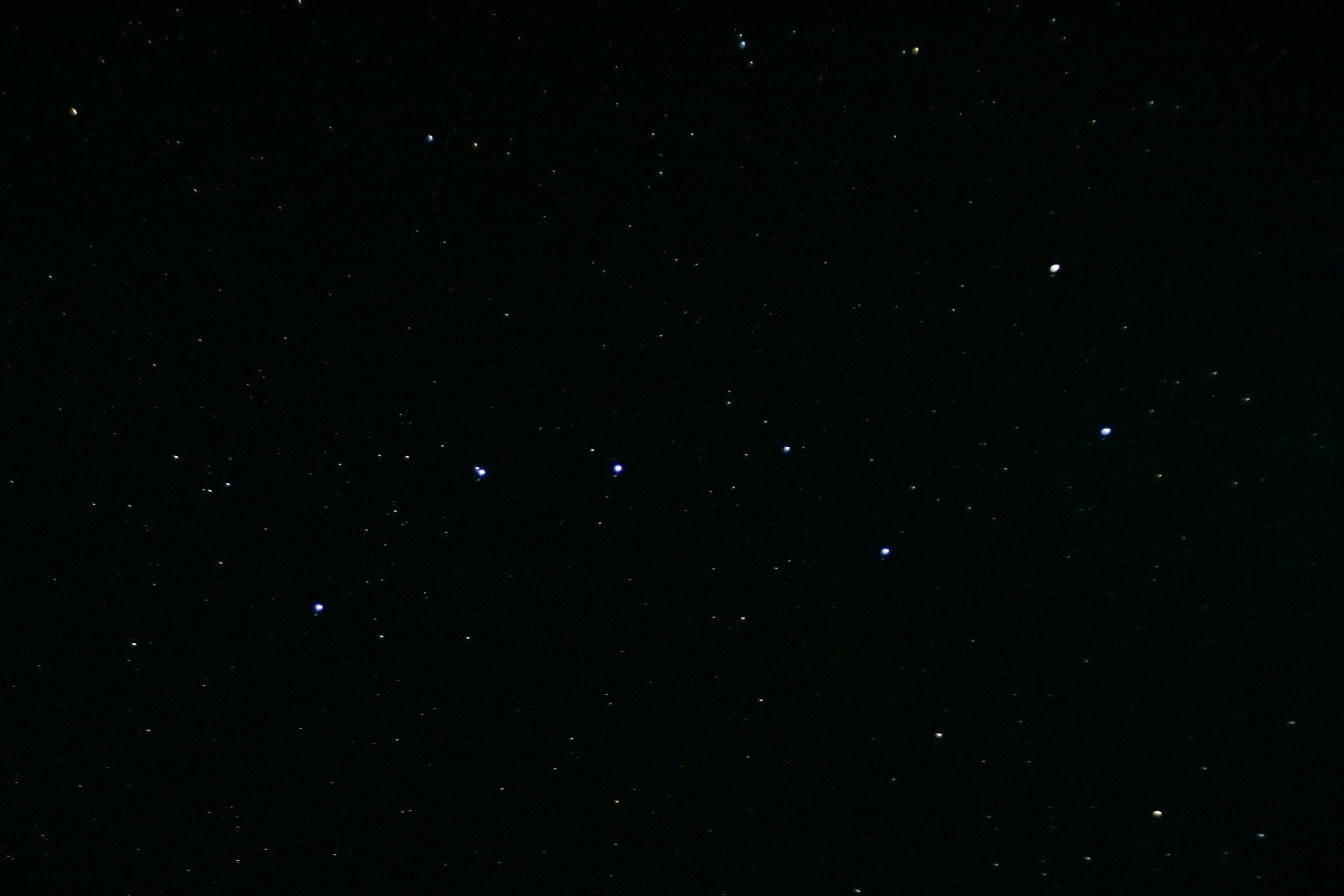
Mizar und Alkor des Großen Wagens im Sternbild Großer Bär sind Augenprüfer

Bei Tageshelligkeit und gesunden Augen liegt die Grenze des Auflösungsvermögens, die anguläre Sehschärfe, etwa bei einer Winkelminute (1′ – einem Visus = 1 entsprechend). Die individuellen Unterschiede bewegen sich im Bereich von etwa 0,5′ bis 2,0′ bzw. zwischen 30″ und 120″ (Bogensekunden). Diese Werte gelten für die Stelle des schärfsten Sehens, die Foveola, wo die Rezeptoren besonders dicht liegen. Doch sind dies hier ausschließlich die weniger lichtempfindlichen Zapfenzellen, die auch das Farbsehen erlauben. Sehr geringe Leuchtdichten können nurmehr mit den Stäbchenzellen wahrgenommen werden, so bei Nacht und dunkeladaptierten Augen, mit geringerem Auflösungsvermögen.

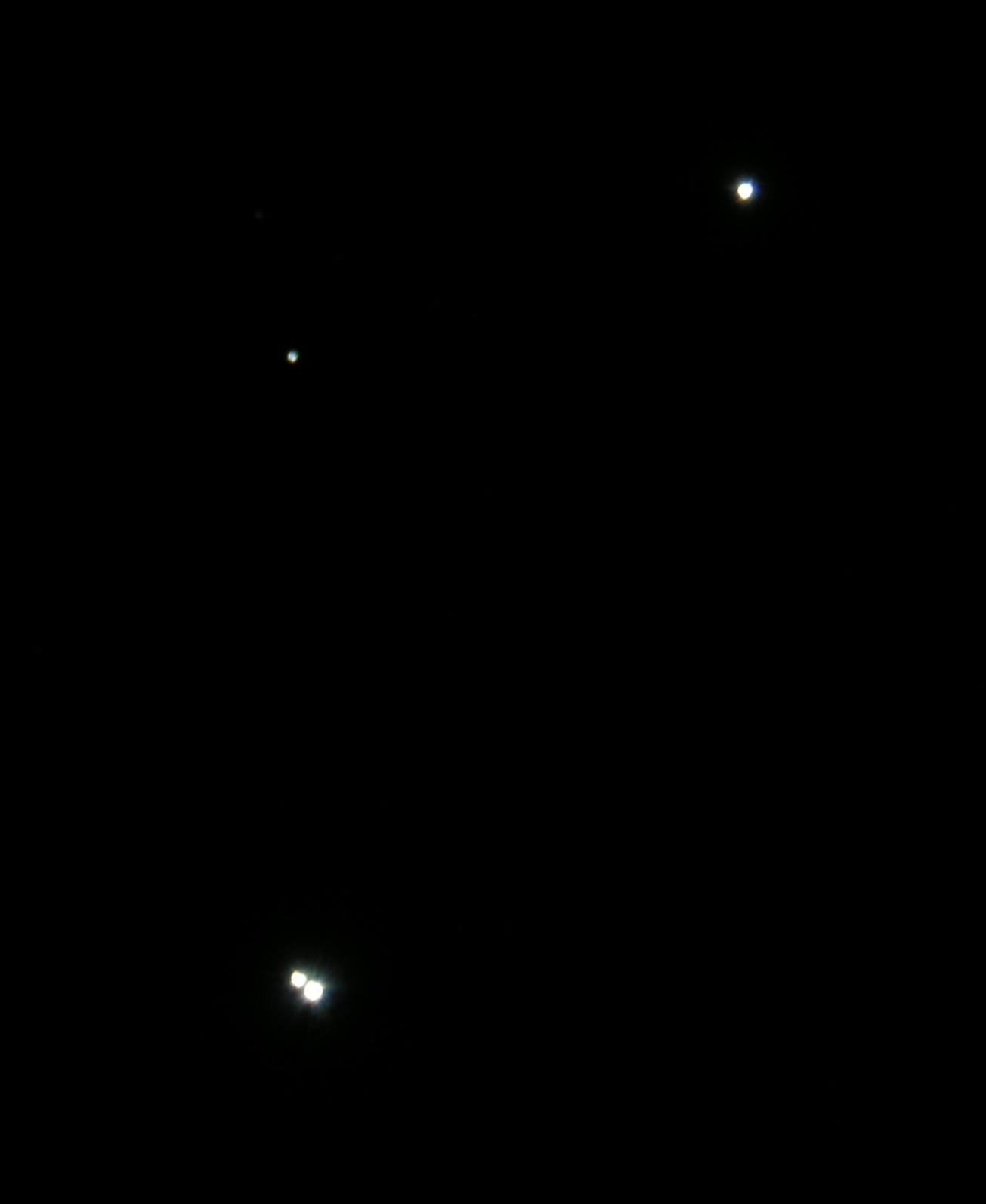
Mizar (A und B; links unten) und Alkor (rechts oben), sowie Sidus Ludoviciana

Bei einer Prüfung der Augen hinsichtlich der angulären Sehschärfe durch Versuche, ob Sterne als einer oder zwei gesehen werden, ist daher nicht allein ihr Winkelabstand maßgeblich, sondern auch deren jeweilige scheinbare Helligkeit. Bei recht hellen Sternen kann sie für eine (foveale) Farbwahrnehmung ausreichen, ein lichtschwächerer Stern ist im Nachtsehen nur außerhalb der Fovea centralis wahrnehmbar. Daher kann die auflösbare Winkeldistanz um den Faktor 2 bis 5 ungünstiger sein, als es der individuelle Visus erwarten ließe. Neben den jeweiligen Sichtbedingungen spielen auch Änderungen der Fixation der Augen auf das Objekt und die Erfahrung des Beobachters eine Rolle.
Als bekanntester Augenprüfer (wie etwa im Mittelalter von Arabern zur Sehprüfung der Fernsicht ihrer Krieger verwendet) gelten die beiden Sterne Mizar (ζ UMa) und Alkor (g UMa) im Sternbild Großer Bär (Ursa Maior). Sie sind im Sternenzug des Großen Wagens zu finden, Mizar mit einer scheinbaren Helligkeit von 2,0m als Knick der Deichsel, Alkor mit 4,0m als „Reiterlein“ darüber. Diese Sterne haben einen Abstandswinkel von 705″, knapp 12′ oder 0,19°, sodass sie bei guten Sichtbedingungen von den meisten Menschen getrennt gesehen werden können. Mit technischen Hilfsmitteln, nicht freiäugig, sind sie jeweils in weitere Komponenten trennbare Doppelsterne (Mizar A und B; Alkor A und B). Nicht abschließend geklärt ist, ob diese gravitativ gebunden sind und ein Mehrfachsternsystem bilden.
Ein Prüfstern für „Adleraugen“ ist hingegen Epsilon Lyrae im Sternbild Leier (Lyra), als ein mit scharfen Augen freiäugig gelegentlich trennbarer Doppelstern. Die beiden Komponenten ε¹ und ε² haben eine Helligkeit von 4,7m bzw. 4,6m, ihr Winkelabstand beträgt 207″, gut 4′ oder 0,06°. Teleskopisch sind beide jeweils wiederum trennbar, sodass ein Vierfachstern vorliegt.
Leichter zu trennen ist Theta Tauri, ein relativ heller Doppelstern 3. Größe im Sternbild Stier (Taurus) mit einem Winkelabstand von 337″, knapp 6′ oder 0,09°. Etwa die Hälfte der Beobachter sehen ihn getrennt. Die beiden Komponenten θ¹ und θ² sind 3,8m bzw. 3,4m hell.
Weitere Sternpaare, die sich als „Augenprüfer“ eignen, sind Algiedi, My Scorpii, Sigma Tauri und Delta Gruis.